# Федотов Іван Дмитрович
Іван Дмитрович Федотов (28 листопада 1996 , Лаппеенранта, Kymi Provinced ) — російський хокеїст, воротар, олімпійський медаліст. Виступає за «Філадельфія Флаєрс» у НХЛ.
Досягнення
- Володар Кубка Гагаріна (2022)
- Срібний призер олімпіади в Пекіні (2022).